# Copa del Presidente de la República 1933
Die Copa del Presidente de la República 1933 (auch: Copa de España de Fútbol 1933) war die 31. Austragung des spanischen Fußballpokalwettbewerbes, der heute unter dem Namen Copa del Rey stattfindet. Der Wettbewerb startete am 9. April und endete mit dem Finale am 25. Juni 1933 im Estadi Montjuïc in Barcelona. Titelverteidiger des Pokalwettbewerbs war Athletic Bilbao. Den Titel gewann zum vierten Mal in Folge Athletic Bilbao durch einen 2:1-Erfolg im Finale gegen den Madrid FC.
Nach der Ausrufung der Zweiten Spanischen Republik und der Abdankung des Königs Alfons XIII. im Jahr 1931 wurde der Pokalwettbewerb 1933 in Copa del Presidente de la República (Pokal des Präsidenten der Republik) umbenannt.

## Erste Runde
Die Hinspiele wurden am 9. April, die Rückspiele am 16. April 1933 ausgetragen.
|                           | Gesamt |                     | Hinspiel | Rückspiel |
| ------------------------- | ------ | ------------------- | -------- | --------- |
| Madrid FC                 | 5:2    | Racing Santander    | 4:1      | 1:1       |
| Donostia FC               | 4:6    | Sporting Gijón      | 2:2      | 2:4       |
| Valladolid Deportivo      | 2:8    | FC Valencia         | 2:2      | 0:6       |
| Arenas Club               | 3:7    | Athletic Bilbao     | 2:2      | 1:5       |
| FC Barcelona              | 2:4    | Betis Sevilla       | 2:0      | 0:4       |
| Recreativo Onuba          | 3:8    | Murcia FC           | 3:1      | 0:7       |
| Gimnástica de Torrelavega | 1:4    | FC Palafrugell      | 1:1      | 0:3       |
| RC Victoria               | 2:5    | Athletic Madrid     | 2:2      | 0:3       |
| Celta Vigo                | 3:4    | Saragossa FC        | 2:3      | 1:1       |
| Club Gijón                | 1:6    | CD Español          | 1:3      | 0:3       |
| CD Logroño                | 3:7    | Unión Club          | 1:2      | 2:5       |
| CD Constancia             | 3:4    | CD Castellón        | 1:1      | 2:3       |
| Racing de Ferrol          | 1:4    | Hércules Alicante   | 1:1      | 0:3       |
| FC Levante                | 4:7    | Deportivo La Coruña | 3:0      | 1:7       |
| FC Sevilla                | 7:4    | Oviedo FC           | 4:1      | 3:3       |
| FC Barakaldo              | 1:5    | CA Osasuna          | 1:1      | 0:4       |

## Achtelfinale
Die Hinspiele wurden am 7. Mai, die Rückspiele am 14. Mai 1933 ausgetragen.
|                   | Gesamt |                     | Hinspiel | Rückspiel |
| ----------------- | ------ | ------------------- | -------- | --------- |
| Athletic Madrid   | 5:5    | FC Valencia         | 3:4      | 2:1       |
| Unión Club        | 00:11  | Madrid FC           | 0:2      | 0:9       |
| FC Sevilla        | 2:7    | Athletic Bilbao     | 1:2      | 1:5       |
| CA Osasuna        | 5:7    | Deportivo La Coruña | 5:2      | 0:5       |
| Sporting Gijón    | 7:3    | CD Castellón        | 5:0      | 2:3       |
| Saragossa FC      | 3:5    | CD Español          | 3:1      | 0:4       |
| Hércules Alicante | 4:7    | Betis Sevilla       | 3:3      | 1:4       |
| FC Palafrugell    | 1:4    | Murcia FC           | 1:0      | 0:4       |

### Entscheidungsspiele
Das Spiel wurde am 16. Mai in Saragossa ausgetragen.
|                 | Ergebnis |             |
| --------------- | -------- | ----------- |
| Athletic Madrid | 1:2      | FC Valencia |

## Viertelfinale
Die Hinspiele wurden am 28. Mai, die Rückspiele am 4. Juni 1933 ausgetragen.
|                     | Gesamt |                 | Hinspiel | Rückspiel |
| ------------------- | ------ | --------------- | -------- | --------- |
| Murcia FC           | 5:6    | CD Español      | 5:3      | 0:3       |
| Deportivo La Coruña | 03:12  | Athletic Bilbao | 2:4      | 1:8       |
| Madrid FC           | 13:00  | Sporting Gijón  | 8:0      | 5:0       |
| Betis Sevilla       | 5:6    | FC Valencia     | 4:2      | 1:4       |

## Halbfinale
Die Hinspiele wurden am 11. Juni, die Rückspiele am 18. Juni 1933 ausgetragen.
|                 | Gesamt |             | Hinspiel | Rückspiel |
| --------------- | ------ | ----------- | -------- | --------- |
| Madrid FC       | 6:2    | FC Valencia | 3:1      | 3:1       |
| Athletic Bilbao | 3:1    | CD Español  | 1:0      | 2:1       |

## Finale
| Athletic Bilbao                              | Athletic Bilbao | Madrid FC | Madrid FC |
| -------------------------------------------- | --- | --- | --------- |
| Athletic Bilbao                              | \| 25. Juni 1933 in Barcelona (Estadi Montjuïc) \| \| Ergebnis: 2:1 (0:1) \| \| Zuschauer: 60.000 \| \| Schiedsrichter: Jesús Arribas \|                                                                                     | \| 25. Juni 1933 in Barcelona (Estadi Montjuïc) \| \| Ergebnis: 2:1 (0:1) \| \| Zuschauer: 60.000 \| \| Schiedsrichter: Jesús Arribas \|                                                               | Madrid FC |
| Athletic Bilbao                              | Gregorio Blasco – José María Castellanos, Juan Urquizu – Leonardo Cilaurren, José Muguerza, Roberto Echevarría – Lafuente , José Iraragorri, Víctor Unamuno, Bata, Guillermo Gorostiza Cheftrainer: Fred Pentland ( England) | Ricardo Zamora – Ciriaco Errasti, Jacinto Quincoces – Pedro Regueiro, Luis Valle, Antonio Bonet – Eugenio, Hilario, Luis Regueiro, Manuel Olivares, Jaime Lazcano Cheftrainer: Robert Firth ( England) | Madrid FC |
| Athletic Bilbao                              | 1:1 Guillermo Gorostiza (73.) 2:1 Lafuente (75.) | 0:1 Jaime Lazcano (23.) | Madrid FC |
| 25. Juni 1933 in Barcelona (Estadi Montjuïc) | | |           |
| Ergebnis: 2:1 (0:1)                          | | |           |
| Zuschauer: 60.000                            | | |           |
| Schiedsrichter: Jesús Arribas                | | |           |